# Pierre Van Basselaere
Pierre François Van Basselaere (Anderlecht, 26 giugno 1915 – ...) è stato un cestista belga.

## Carriera
Con il Belgio ha preso parte alle Olimpiadi di Berlino 1936, disputando due partite: le sfida persa contro il Messico e l'Uruguay.